# Abdelrazaq Al-Hussain
Abdelrazaq Al-Hussain (en árabe: عبد الرزاق الحسين‎; Aleppo, Siria, 15 de septiembre de 1986) es un exfutbolista de Siria que jugaba en la posición de centrocampista.

## Carrera

### Club
| Periodo   | Club                   |
| --------- | ---------------------- |
| 2003–2006 | Al-Horriya             |
| 2006–2010 | Al-Jaish Damasco       |
| 2010–2011 | Al Karamah FC          |
| 2011–2012 | Al-Taawon FC           |
| 2012      | Erbil SC               |
| 2012-2013 | Dibba Al-Fujairah Club |
| 2013-2014 | Hatta Club             |
| 2014-2015 | Dibba Al-Hisn SC       |
| 2015      | Al-Riyadh SC           |
| 2015-2016 | Al Ahed                |
| 2016-2017 | Nejmeh SC              |
| 2018      | Al-Nasr Salalah        |
| 2019      | Al-Ansar Medina        |

### Selección nacional
Jugó para Siria en 56 ocasiones de 2006 a 2016 y anotó 12 goles; participó en la Copa Mundial de Fútbol Sub-20 de 2005, en los Juegos Asiáticos de 2006 y en la copa Asiática 2011.

## Logros
- Liga Premier de Siria (1): 2009-10